# カルダーノ・アル・カンポ
カルダーノ・アル・カンポ（伊: Cardano al Campo）は、イタリア共和国ロンバルディア州ヴァレーゼ県にある、人口約14,000人の基礎自治体（コムーネ）。

## 地理

### 位置・広がり

#### 隣接コムーネ
隣接するコムーネは以下の通り。
- カゾラーテ・センピオーネ
- ガッララーテ
- サマラーテ
- ソンマ・ロンバルド

### 地震分類
イタリアの地震リスク階級 (it) では、4 に分類される
。

## 姉妹都市
- スティリアーノ、イタリア
- サラウツ、スペイン